# Nova Juventude

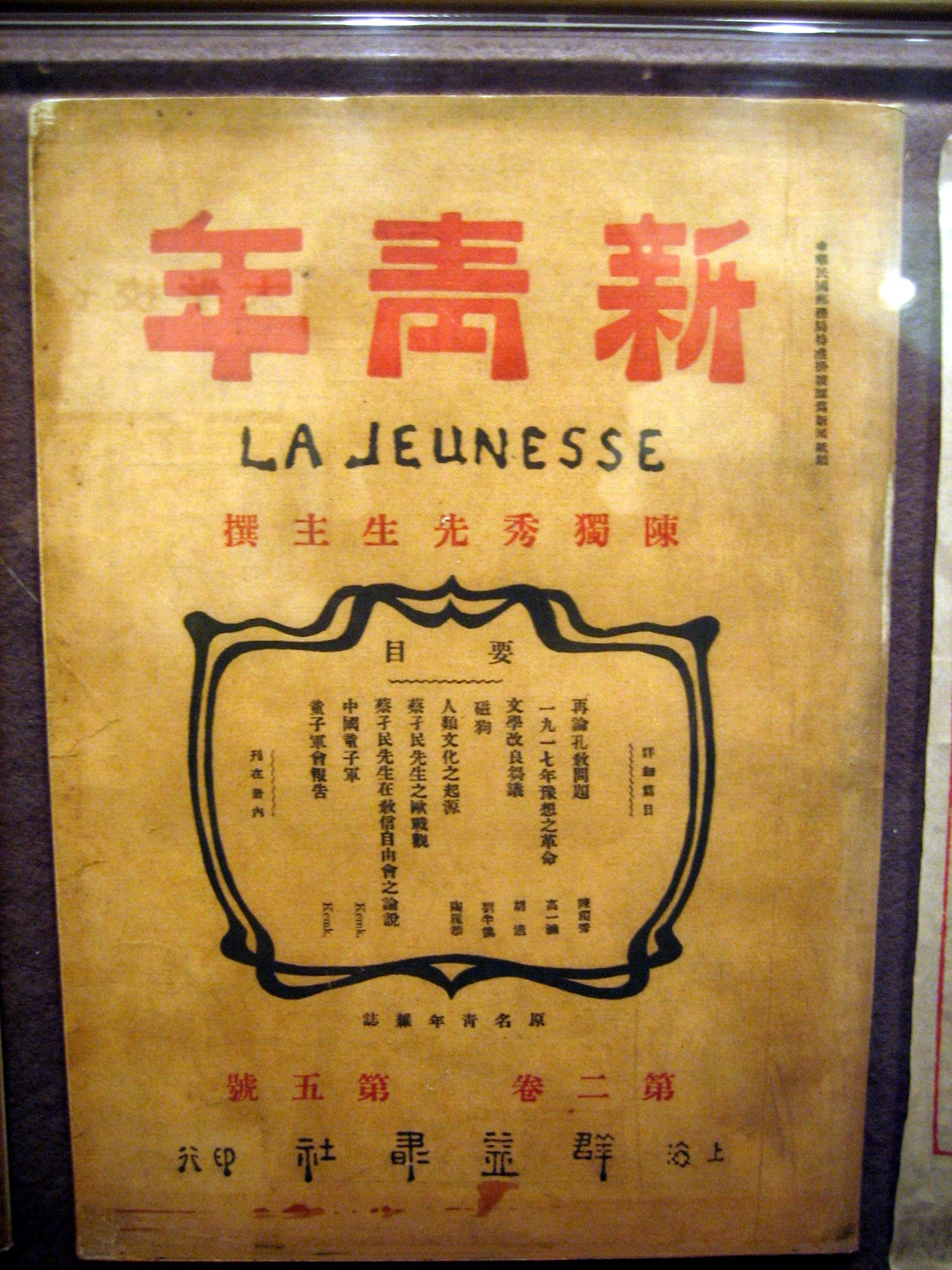
Capa de uma revista Nova Juventude.

Nova Juventude (em chinês: 新青年, pinyin: Xīn Qīngnián) foi uma revista chinesa que publicava diversos artigos sobre política e sociedade que tiveram uma enorme influência no desenvolvimento da China atual.
A revista promoveu os valores de câmbio e de ruptura com a sociedade tradicional e teria sua maior expressão no Movimento de Quatro de Maio, também chamado de Movimento da Nova Cultura.
A revista foi fundada pelo intelectual chinês Chen Duxiu em Shanghai a 15 de Setembro de 1915. Junto ao título chinês 新青年, era utilizado um subtítulo em francês: La Jeunesse. Nela, Chen Duxiu publicou numerosos artigos criticando a sociedade tradicional chinesa e, em particular, o confucionismo. Entre as colaborações mais influentes na revista destaca-se o artigo no qual Hu Shih advogava pelo uso da língua vernácula, frente ao chinês clássico, como língua literária, e o relato "Diário de um louco" de Lu Xun, escrito precisamente em língua vernácula, e que implicou um fito na literatura chinesa contemporânea.
Chen Duxiu marchou para Pequim em Janeiro de 1917, ao aceitar o cargo de decano da Universidade de Pequim. A revista passaria a editar-se em Pequim a partir desse momento. Durante sua estância em Pequim, a ideologia de Chen foi derivando para o comunismo pela influência de Li Dazhao, bibliotecário da Universidade de Pequim, que fundara um grupo informal de estudos marxistas. Em 1919 foi publicado um número monográfico sobre o marxismo editado por Li Dazhao. A partir de então, Nova Juventude tornou-se no meio de expressão dos marxistas chineses que, com apóio soviético, fundariam o Partido Comunista Chinês em 1921. Chen Duxiu converteu-se no primeiro presidente e secretário geral do partido.
A revista derivou para posições comunistas seguindo a trajetória ideológica de Chen Duxiu. Ainda assim, a revista publicou artigos e opiniões de todo tipo, sendo a voz dos reformistas chineses naqueles anos.
Nova Juventude continuou a se editar até 1926. Entre seus colaboradores mais importantes, além dos já citados Chen Duxiu, Hu Shih, Lu Xun e Li Dazhao, encontraram-se outros intelectuais como Qian Xuantong, Gao Yihan, e Shen Yinmo.